# Distrito Escolar Independiente de Lake Travis

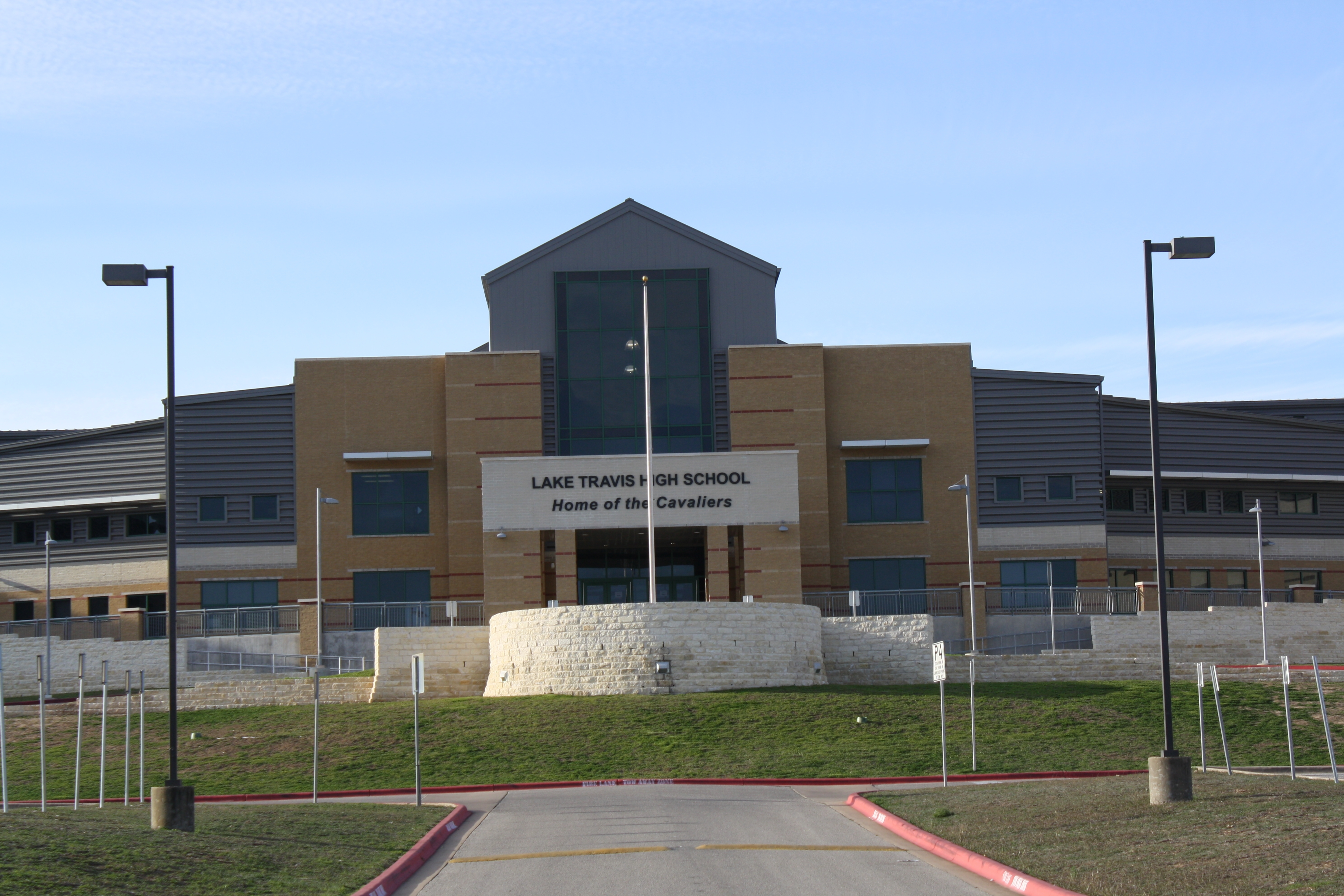
Escuela Preparatoria de Lake Travis

El Distrito Escolar Independiente de Lake Travis (DEILT, Inglés: Lake Travis Independent School District, LTISD) es un distrito escolar de Texas. Tiene su sede en una área no incorporada en el Condado de Travis, Texas. El distrito, con una superficie de 188,2 millas cuadradas, sirve el área del lago Travis.

## Escuelas
- Escuela Preparatoria de Lake Travis (Lake Travis High School)
- Escuela Secundaria Hudson Bend (Hudson Bend Middle School)
- Escuela Secundaria de Lake Travis (Lake Travis Middle School)
- Escuela Primaria de Bee Cave (Bee Cave Elementary School)
- Escuela Primaria Lake Point (Lake Pointe Elementary School)
- Escuela Primaria Lake Travis (Lake Travis Elementary School)
- Escuela Primaria Lakeway (Lakeway Elementary School)
- Escuela Primaria Serene Hills (Serene Hills Elementary School)
- Escuela Primaria West Cypress Hills (West Cypress Hills Elementary School)